# カフェめし
カフェ飯（カフェめし、カフェご飯）とは、いわゆる「カフェ」でランチなどとして提供される軽食のこと。料理のジャンルは洋食、和食、フレンチ、イタリアン、エスニックなど多岐にわたり、それぞれのカフェによって異なる。
丼物やワンプレートのメニューが多いが、手作り感の強調や盛り付けのおしゃれさがひとつの特徴である。また食材にもオーガニックの食材を用いたり、インテリアにも工夫を凝らすなど、オーナーのこだわりが色濃く反映されることも多い。

## 代表的なメニュー
- カレーライス
- ハヤシライス
- オムライス
- タコライス
- ナシゴレン
- キッシュ
- パスタ
- ナポリタン